# Philippe de Villiers
Pour les articles homonymes, voir de Villiers.
Philippe Le Jolis de Villiers de Saintignon, plus connu comme Philippe de Villiers, né le 25 mars 1949 à Boulogne (Vendée), est un entrepreneur, haut fonctionnaire, homme politique et écrivain français.
Sous-préfet, il crée en Vendée, en 1978, le spectacle nocturne La Cinéscénie, puis un parc à thème, le Puy du Fou. Il quitte l'administration à la suite de l'élection de François Mitterrand à la présidence de la République.
Il exerce la fonction de secrétaire d'État à la Culture de 1986 à 1987, dans le gouvernement Chirac II. Il est ensuite député, président du conseil général de la Vendée et député européen. Fondateur et président du Mouvement pour la France (MPF), parti politique souverainiste, il se présente aux élections présidentielles de 1995 et de 2007.
Pendant son parcours politique et dans ses ouvrages, il défend les « racines chrétiennes de la France » et s'oppose à une « islamisation » qui affecte selon lui le pays. Il est critiqué pour de multiples propos jugés complotistes, contre-vérités et homophobes.

## Situation personnelle

### Famille

Blason de la famille Le Jolis de Villiers.

Philippe Marie Jean Joseph Le Jolis de Villiers de Saintignon est le fils de Jacques de Villiers (1913-2000) et d’Hedwige d’Arexy (1925-2006). Il est notamment le frère de Bertrand, de Pierre, général d’armée qui a été chef d'état-major des armées de 2014 à 2017, et d'Emmanuel. Il descend, en lignée féminine, du général Pierre François de Rougé, dit le « marquis de Rougé », premier officier supérieur français à signer un traité humanitaire au nom du roi Louis XV, en 1749 ; et du roi Louis XIII (toujours en lignée féminine).
Marié en 1973 à Dominique de Buor de Villeneuve, Philippe de Villiers est père de sept enfants : trois fils et quatre filles. Deux de ses filles sont religieuses. Une autre est assistante parlementaire (d’abord auprès de Bruno Retailleau au Sénat puis pour les députés MPF à l’Assemblée nationale). Nicolas dirige le Puy du Fou. Son troisième fils, Laurent de Villiers, installé aux États-Unis, a notamment déposé plainte pour viol contre son frère aîné Guillaume. Dans cette affaire, un non-lieu est rendu le 17 décembre 2010 par la cour d’appel de Versailles, mais la Cour de cassation annule cette décision l'année suivante. La cour d'appel de Lyon prononce à son tour un non-lieu le 2 octobre 2012 et la Cour de cassation clôt définitivement le dossier en n'annulant pas ce deuxième non-lieu le 11 mars 2014, pour défaut de charges suffisantes.

### Études et carrière professionnelle
Après des études primaires à l’école catholique de Boulogne, et des études secondaires au collège Saint-Joseph de Fontenay-le-Comte, Philippe de Villiers obtient une maîtrise de droit public à l’université de Nantes en 1971, puis le diplôme de l’Institut d'études politiques de Paris (promotion 1972, section service public). Élève de l’ENA de 1976 à 1978 (promotion Pierre-Mendès-France), après un stage à la préfecture de la Corrèze, il y fonde avec son camarade de promotion Georges Berthu le syndicat ENA-Indépendance, pour tenter de briser « le consensus social-démocrate réalisé autour de la toute puissante CFDT ».
Il intègre le corps préfectoral à la sortie de l’école et est nommé directeur de cabinet du préfet de Charente-Maritime. Entre-temps, il aurait été brièvement proche de la Nouvelle Action royaliste, branche dissidente de la Restauration nationale.
En 1978, il est à l’origine du spectacle du Puy du Fou, sur le site du château du même nom, que le conseil général de Vendée achète au prix du terrain (800 000 francs pour 30 hectares)[réf. nécessaire]. Il y met en scène une « cinéscénie », qui devient rapidement l’un des plus grands spectacles son et lumière de France. Selon l'historienne Valérie Sottocasa, il y est exalté « le mythe d'un âge d'or durant lequel nobles et gens du peuple auraient été soudés par un même idéal communautaire, image qui ne reflète pas la réalité de l'époque » mais « qui a servi jusqu'à nos jours à consolider une culture politique dont témoignent les commémorations du Puy-du-Fou, sans doute les plus spectaculaires du genre ». Tous les vendredis et samedis soir d’été, des bénévoles et des professionnels retracent l’histoire de la Vendée et du château du Puy du Fou. On y voit notamment des scènes du conflit vendéen lors de la période de la Révolution française. Le spectacle est un succès populaire. Il accueille un million de spectateurs par an et est doublé depuis 1989 d’un parc d’attractions (« Le Grand Parc ») doté de nouveautés chaque année. Le succès du spectacle lui vaut d’apparaître en février 1984 dans l’émission de télévision de divertissement économique Vive la crise ! comme un exemple de réponse à la crise économique par l’esprit d’entreprise.
Sous-préfet de Vendôme (Loir-et-Cher), il demande une mise en disponibilité au lendemain de la victoire de François Mitterrand à l’élection présidentielle de mai 1981, pour ne pas servir un pouvoir de gauche avec lequel il se dit en profond désaccord. Il devient alors délégué général de la Chambre régionale de commerce et d’industrie des Pays de la Loire.
En novembre 1981, tirant profit de la décision de François Mitterrand d’autoriser les radios libres, il crée aux Herbiers la station Alouette FM, avant d’en laisser la présidence à son frère Bertrand. En 1982, il fonde Alouette Hebdo. Au milieu des années 1980, il démissionne de l’administration après avoir créé en 1984 à Nantes, avec Olivier Guichard, le président du conseil régional des Pays de la Loire, une école privée de communication, SciencesCom, initialement fondée sous l’appellation « Fondation pour les arts et les sciences de la communication ».
En 1993, il inaugure un mémorial aux Lucs-sur-Boulogne en l’honneur des 564 victimes civiles enfermées dans une église qui a été incendiée par les colonnes infernales républicaines, pendant les guerres de Vendée (1793-1796).
Supporter de longue date des « Canaris », Philippe de Villiers est sollicité en mai 2005 pour la présidence du FC Nantes, mais décline cette offre « informelle », en invoquant, selon 20 Minutes, un emploi du temps déjà très chargé.

## Parcours politique

### Débuts au centre droit
Adhérent du Parti républicain (PR) à partir de 1985, Philippe de Villiers se présente aux élections législatives de mars 1986. Candidat en quatrième position sur la liste « Union pour la Vendée », alliance du Rassemblement pour la République (RPR) et de l’Union pour la démocratie française (UDF) qui obtient trois élus, il devient suppléant à l'Assemblée nationale.

### Secrétaire d’État à la Culture
La notoriété qu’il a acquise comme créateur de la « Cinéscénie » du Puy du Fou, lui vaut d’être nommé secrétaire d’État auprès de François Léotard, ministre de la Culture et de la Communication, dans le gouvernement Jacques Chirac. Alors que son ministre de tutelle n’a aucune conception précise du domaine culturel, Philippe de Villiers connaît ce milieu grâce à ses expériences précédentes.
Farouche opposant à la gauche, il prône une politique culturelle de rupture après cinq années de ministère Lang, avec notamment l’arrêt des grands travaux mitterrandiens que sont l’opéra Bastille, la Bibliothèque nationale de France ou encore les colonnes de Buren, alors que François Léotard cherche à ménager les milieux de gauche, majoritaires dans le secteur culturel.
Il veut donner la priorité au patrimoine et développer l'attractivité des musées, pour permettre de tripler le nombre de visiteurs, à travers par exemple la constitution d’un Grand Versailles, en ouvrant les appartements privés, et l’inauguration du Centre d’accueil et de recherches des Archives nationales (CARAN). Selon lui, il est également primordial d’accentuer la place de l’éducation artistique, pour laquelle est créée la délégation aux enseignements et aux formations. Si l’émergence d’écoles de communication multimédia et de formations de l’image et du son est encouragée, le reste de son plan est bloqué par la paralysie qui touche la politique de l’enseignement après l’échec de la réforme Devaquet. Il parvient à faire accepter une semaine de la chanson française, durant laquelle toutes les radios libres s’engagent à diffuser 80 % de productions francophones dans leurs programmes. Il organise également, en 1987, les commémorations nationales du millénaire de l’avènement d'Hugues Capet, premier roi de la dynastie capétienne, deux ans avant le bicentenaire de la Révolution. En 1986, le tout Paris politique et culturel vient en Vendée pour les dix ans du Puy du Fou.
Alors qu'il est surnommé le « chouan de la culture », son passage mouvementé au gouvernement lui vaut également, de la part du Canard enchaîné, le sobriquet d’« agité du bocage ».

### Député de la Vendée
En juin 1987, la mort de Vincent Ansquer, député élu en Vendée et ancien ministre RPR, donne à Philippe de Villiers, toujours suppléant, la possibilité d'entrer à l'Assemblée nationale. Pour ce faire, celui-ci démissionne du gouvernement en exprimant les désaccords qu'il cultive avec son ministre de tutelle, déclarant : « Je pars, car je ne veux pas être l'ombre portée de quelqu'un qui est lui-même une ombre ».
Cultivant son ancrage local, il entre également au conseil général de la Vendée, où il succède, là encore, à Vincent Ansquer, comme représentant du canton de Montaigu.
Lors de la campagne présidentielle qui débute peu après, il soutient le candidat UDF, Raymond Barre, et est nommé « délégué national, chargé des milieux culturels et des relations avec la jeunesse » de l'UDF[réf. souhaitée].
À la suite de la dissolution de l'Assemblée nationale consécutive à la réélection de François Mitterrand, Philippe de Villiers est élu député au premier tour des élections législatives, le 11 juin 1988, avec 74,56 % des suffrages exprimés face à la socialiste Claudette Adam.
En octobre 1988, Philippe de Villiers est élu à la présidence du conseil général de la Vendée.
Il participe à la fondation du Vendée Globe, en 1989.
En 1990, Philippe de Villiers monte plusieurs fois à la tribune de l'Assemblée nationale à propos de l'affaire Urba. La même année, il lutte contre la loi Gayssot, qui réprime la contestation de l'existence de tout « crime contre l'humanité ».
En 1990 toujours, il fonde l'Institut catholique de Vendée avec l'abbé Claude Morisset. L’année suivante, en 1991, il crée son propre mouvement, « Combat pour les valeurs »[réf. nécessaire].
Le 21 mars 1993, il est réélu député dès le premier tour des élections législatives, avec 65,99 % des suffrages exprimés.
En 1994, Philippe de Villiers, opposé à la loi Veil sur l'avortement, annonce la création de la maison d'Ariane, un centre financé par le département et géré par l'Association vendéenne pour l'accueil de la vie et la promotion de la famille, dont le but consiste à fournir des alternatives à l'avortement. Le centre ouvre en 1996. Dans le courant des années 2000, des dysfonctionnements sont signalés par la Pastorale des migrants (la mission du diocèse local) et l'association Accueil urgences femmes en difficultés (AUFD). Ils sont confirmés par une enquête de la direction départementale des affaires sanitaires et sociales, qui conclut à « une absence notoire de professionnalisme à tous les niveaux engendrant des réponses inadaptées pouvant conduire à une atteinte à la dignité des femmes accueillies et à leur bien-être moral ». Le 28 janvier 2005, une femme porte plainte contre le directeur alors en poste, Jean-Pierre Baudry, qu'elle accuse d'avoir tenté de lui extorquer des relations sexuelles en échange d'un emploi de veilleuse ; le directeur est mis en examen. D'autres femmes, anciennes résidentes ou salariées, accusent à leur tour Baudry de viols, d'agressions sexuelles et de harcèlement. Le procès a lieu à huis clos à la demande de deux des plaignantes. En 2005, l'établissement est fermé et l'association qui le gérait dissoute.

### Président du MPF

#### Elections européennes et création du parti
Philippe de Villiers est, aux côtés de Philippe Séguin et Charles Pasqua, un des principaux animateurs de la campagne du « non » au référendum de 1992 sur le traité de Maastricht.
Lors des élections européennes de 1994, il mène sa propre liste, sur une ligne souverainiste, avec le juge Thierry Jean-Pierre et le magnat James Goldsmith. Sa liste « majorité pour l'autre Europe », en récoltant 12,34 % des suffrages (2 403 972 voix), arrive au niveau national en troisième position (sur 20 listes) et obtient treize députés au Parlement européen. En octobre 1994, peu après le début de son mandat de député européen, il abandonne son siège de député de la Vendée au profit de son adjoint, Bruno Retailleau.

Dans la lignée de ce succès, le 20 novembre 1994, il fonde le parti le Mouvement pour la France (MPF).

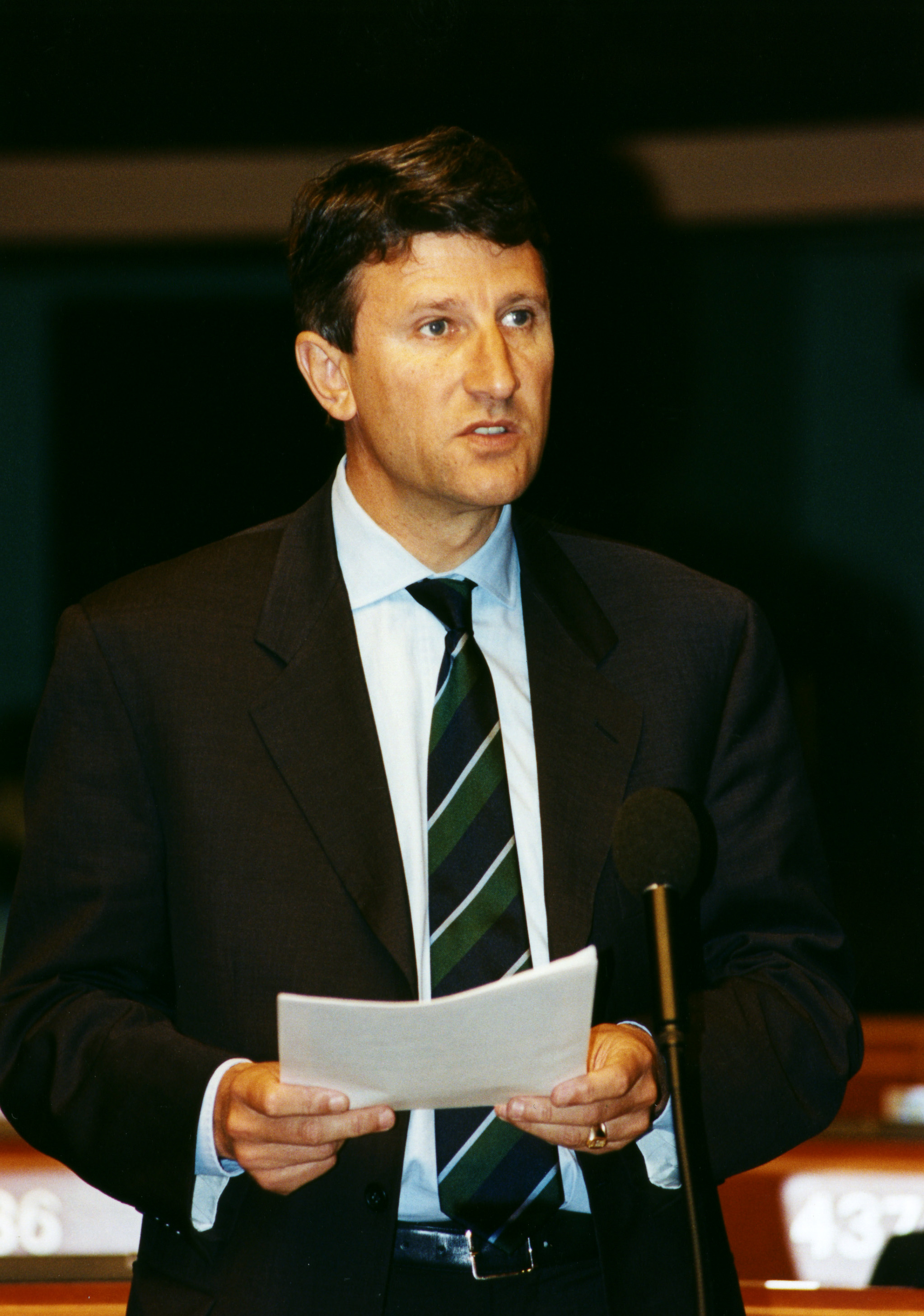
Philippe de Villiers s’exprimant au Parlement européen à Strasbourg en 1995.

#### Élection présidentielle de 1995
En 1995, Philippe de Villiers est candidat à l'élection présidentielle. Pendant la campagne, il prône la protection des frontières nationales, propose des mesures eurosceptiques, affiche sa volonté de lutter contre la corruption, appelle à la suppression de l'impôt sur le revenu ou encore à la réduction de 300 milliards de dépenses publiques. Il est notamment soutenu par Marie-France Garaud. Un temps crédité de 10 % d’intentions de vote, il doit faire face au vote utile à droite, avec les candidatures d’Édouard Balladur, Jacques Chirac et Jean-Marie Le Pen.
Il obtient finalement 4,74 % des suffrages exprimés (1,44 million de voix). Les électeurs de Vendée le placent en tête du scrutin avec 22 % des voix. Ayant échoué à obtenir le score de 5 % lui donnant droit au remboursement de ses frais de campagne, il sollicite des contributions financières par une campagne de publicité afin de rembourser ses importantes dépenses. Il appelle à voter Jacques Chirac au second tour face à Lionel Jospin.

Candidat arrivé en tête à l'élection présidentielle de 1995 par département. Philippe de Villiers est représenté en violet.

Aux élections législatives de 1997, il présente des candidatures communes entre le MPF et le CNIP, présidé par Olivier d'Ormesson, au sein de La Droite indépendante (LDI). Philippe de Villiers retrouve son mandat de député en juin 1997, ayant été réélu dans sa circonscription vendéenne au second tour, avec 68,35 % des suffrages, face au candidat des Verts. Il démissionne alors de son mandat de député européen. Lors des élections régionales de l'année suivante, il fait liste commune avec le RPR.
À la fin des années 1990, lors des débats concernant l'institution du Pacte civil de solidarité (PACS), il s'oppose à ce projet de loi, le qualifiant de « retour à la barbarie »,.

#### Engagement eurosceptique
En 1999, il noue une alliance avec Charles Pasqua, qui entre en dissidence avec le RPR, pour créer le Rassemblement pour la France (RPF). Aux élections européennes du 13 juin, la liste Pasqua-Villiers arrive, en France, en tête de la droite, devant celle du RPR et de Démocratie libérale emmenée par Nicolas Sarkozy. Avec 13,05 % des suffrages (2 304 544 voix), la liste Pasqua-Villiers obtient 13 sièges et Philippe de Villiers est réélu député européen. Philippe de Villiers ne siège toutefois que cinq mois au Parlement européen, préférant revenir à l'Assemblée nationale, tout comme d'autres têtes de listes françaises (Nicolas Sarkozy, François Hollande ou Robert Hue). Durant cette période, il est vice-président du groupe Union pour l'Europe des nations au Parlement européen.
Il prend position pour le « non » au référendum sur le quinquennat présidentiel. En 2000, Philippe de Villiers quitte le RPF, dont il dénonce la gestion par Charles Pasqua, et relance le MPF, puis le mouvement de jeunesse qui y est associé, les Jeunes pour la France (JPF), le 30 juin 2001.
En février 2002, il annonce qu'il ne sera pas candidat à l'élection présidentielle d'avril 2002. Dans une biographie de Philippe de Villiers, Éric Branca et Arnaud Folch révèlent l'apport de Philippe de Villiers à Jean-Marie Le Pen d'une trentaine de signatures de maires qui manquaient à ce dernier pour pouvoir se présenter à l’élection présidentielle. Il ne donne pas de consigne de vote au second tour, qui voit s'opposer Jean-Marie Le Pen et Jacques Chirac. Dans un communiqué du 23 avril 2002, il déclare : « Le résultat des élections présidentielles constitue un échec cinglant pour le candidat du Parti socialiste Lionel Jospin. Pour éviter une nouvelle cohabitation catastrophique, Jacques Chirac doit s'appuyer sur toutes les sensibilités de droite pour proposer un projet clair et ambitieux pour la France et sans ambiguïté pour les Français. Il ne doit surtout pas se laisser aller la tentation d'un parti unique de centre droit forcément réducteur. Jacques Chirac, s'il veut gagner les législatives, doit respecter toutes les composantes de ce qui pourrait être la future majorité du gouvernement de la France ».
Philippe de Villiers est de nouveau élu député, en juin 2002, dans la 4e circonscription de la Vendée, avec 67,15 % des suffrages exprimés au premier tour. Il est le second député de droite le « mieux élu », après Nicolas Sarkozy. Il siège à l'Assemblée nationale parmi les non-inscrits.
En juin 2004, poursuivant ses va-et-vient entre ses mandats de député national et de membre du Parlement européen, il est élu député européen dans la circonscription Ouest, où la liste qu'il mène obtient 12,36 % des voix exprimées. Sur le plan national, le MPF récolte 6,67 % des suffrages (1 145 469 voix) et ne peut compter que sur trois représentants à Strasbourg.
Près de 58 % de ses votes enregistrés (1 286 sur 2 231) concordent avec le vote majoritaire de son groupe parlementaire, le groupe Indépendance/Démocratie, qui assure dans sa charte la liberté de vote des délégations nationales. Par rapport aux autres eurodéputés français, il a voté en accord avec la majorité d'entre eux dans 31 % des cas. Philippe de Villiers est épinglé comme étant l'un des représentants français les moins assidus au Parlement européen : lors de la législature européenne 2004-2009, il est présent à 52 % des sessions du Parlement européen (155 jours sur 298). Ces absences, sans justification valable, peuvent lui valoir des sanctions financières correspondant au remboursement de 50 % de l'indemnité mensuelle forfaitaire pour frais généraux versée aux parlementaires, et dont le montant s'élève à 3 946 € par mois.
En 2005, lors de la campagne référendaire sur le traité établissant une constitution pour l'Europe, Philippe de Villiers est le principal tenant du « non » souverainiste à droite, en compagnie du député européen Paul-Marie Coûteaux, de la députée apparentée UMP Christine Boutin et du député gaulliste Nicolas Dupont-Aignan. Il mène une campagne offensive, définissant avec son directeur de campagne Guillaume Peltier des thèmes qui connaissent un certain succès, polémiquant sur l'entrée de la Turquie en Europe, et reprenant le « plombier polonais » et la « directive Bolkestein-Frankenstein ». Le 29 mai 2005, Philippe de Villiers se considère comme l'un des vainqueurs du référendum. Cependant, si le « non » l'emporte en France, la Vendée est l'un des départements où le « oui » est légèrement majoritaire (environ 50,5 % des voix).

#### Campagne présidentielle de 2007

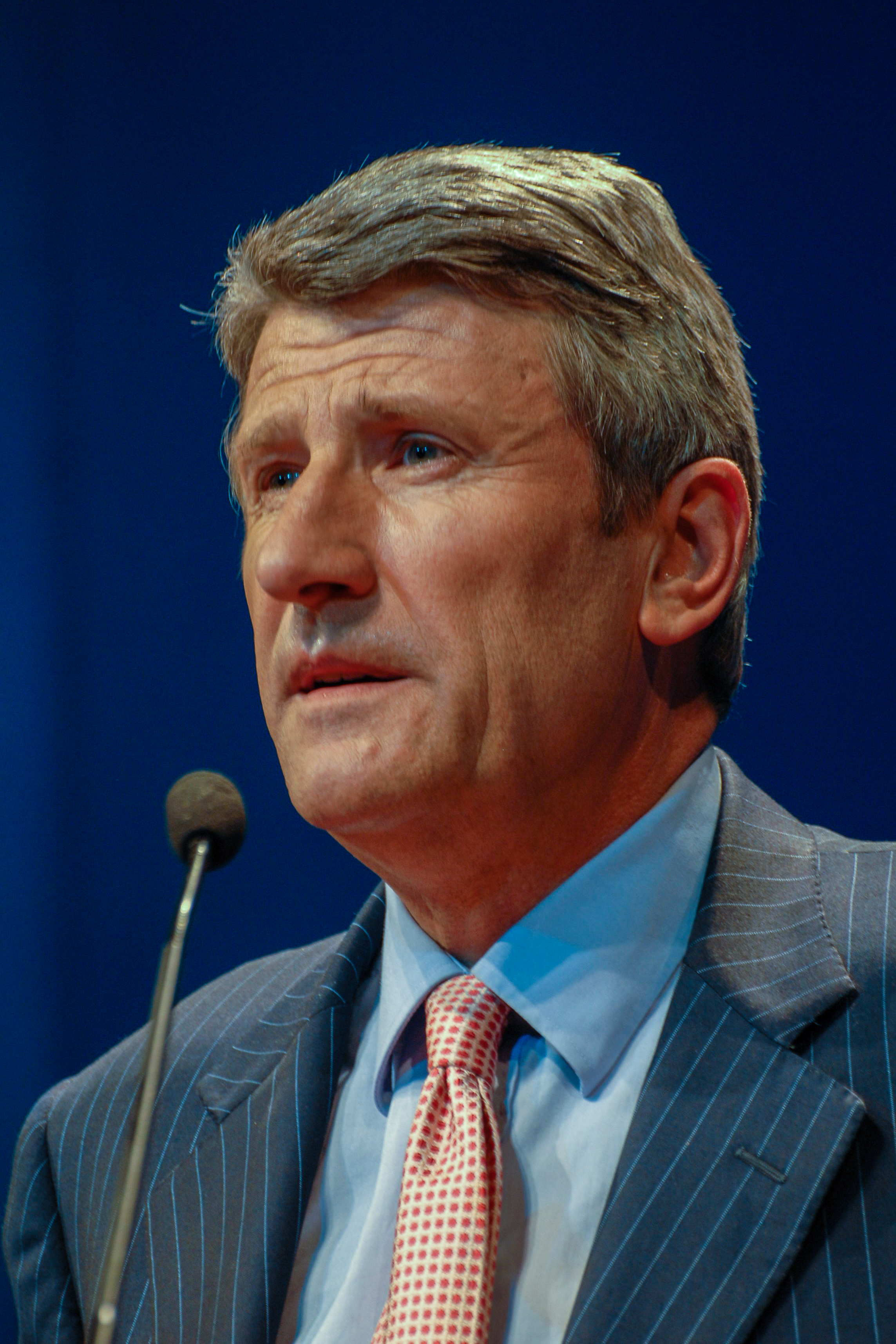
Philippe de Villiers s’exprimant lors d’une réunion publique dans le cadre de la campagne présidentielle, le 16 avril 2007.

Le 11 septembre 2005, Philippe de Villiers est un des premiers à annoncer sa candidature à l'élection présidentielle de 2007. Il se veut candidat du « patriotisme populaire » et dénonce l'islamisation de la société française et le communautarisme. Avec ce discours, il espère marginaliser Jean-Marie Le Pen et récupérer une partie de son électorat. Conseillé par Henry de Lesquen, qui l'invite à ne pas laisser à Le Pen le « créneau de l’immigration », il investit par ailleurs comme no 2 du MPF Guillaume Peltier, ancien directeur national du Front national de la jeunesse (FNJ) et ancien militant du Mouvement national républicain (MNR).
Ses déclarations contre l’islam, qui est selon lui « le terreau de l’islamisme et l’islamisme le terreau du terrorisme », lui valent des plaintes de la part du Conseil islamique de la mosquée de Lyon et la Ligue islamique mondiale, finalement déboutées. À l'occasion d'une série d'émeutes en région parisienne, il annonce le 3 novembre 2005 son intention de fonder avec Jacques Bompard, maire de la ville d'Orange, le « collectif national des élus de la République contre le droit de vote des étrangers », ouvert à « tous les patriotes ».
À la suite de la parution de son essai Les Mosquées de Roissy en avril 2006, il est menacé de poursuites judiciaires pour avoir utilisé dans son livre une note interne des Renseignements généraux évoquant de possibles risques de terrorisme islamiste à l'aéroport de Roissy. Cette note, dont l'authenticité est contestée par les RG, émanerait de la DST, selon Paris Match du 26 avril. Philippe de Villiers dit plus tard avoir obtenu la note de la DST de son fils, Guillaume. Depuis, le ministère de l'Intérieur a fait procéder à la fermeture de six salles de prière illégales dans l'aéroport de Roissy Charles-de-Gaulle.
En avril 2006, Philippe de Villiers refuse l'alliance proposée par Jean-Marie Le Pen, arguant de grandes différences de vue entre eux, et notamment ses « dérapages insupportables » sur la Seconde Guerre mondiale. Pour autant, son positionnement politique, visant à se différencier tant de Nicolas Sarkozy que de Jean-Marie Le Pen, ne lui ouvre qu'une marge de manœuvre réduite. Face aux mauvais sondages, son équipe de campagne décide, en juillet 2006, de réorienter son discours, en mettant moins en avant le thème de l’« islamisation de la France » et en ciblant plus particulièrement les « déçus du sarkozysme » supposés pouvoir être recrutés parmi les libéraux, les chasseurs et « plus largement parmi les ruraux ». Le candidat souverainiste revendique sa position en dehors du système politique qu'il nomme, à l'instar de Jean-Marie Le Pen, le « système UMPS », ce que lui conteste vigoureusement le Front national, qui pointe la constance des alliances politiques du MPF avec l'UMP et l'UDF, au niveau des collectivités locales.
Le 10 avril 2007, il présente son programme de 337 mesures, parmi lesquelles la suppression de l'impôt de solidarité sur la fortune et des 35 heures et la fixation des prélèvements obligatoires à un taux maximal de 38 % du PIB, afin de « tourner le dos aux trois maux qui gangrènent notre société : le mondialisme, le socialisme et le communautarisme ». Selon lui, « le patriotisme est une méthode de gouvernement, la seule qui permettra à la France de sortir du chômage de masse et de stopper l'hémorragie des délocalisations. Seul le patriotisme peut permettre de rétablir les repères de la société et les valeurs de la responsabilité personnelle (…) l'autorité de l'État et de la République ». Sa communication s'appuie sur des affiches aux messages directs, tels « Vous êtes contre le mariage homo… moi aussi », « Vous préférez l'artisanat à l'assistanat… moi aussi », « Vous êtes pour l'immigration zéro… moi aussi », complétés par le leitmotiv « Villiers, le bon sens ».
À l'issue du premier tour de l'élection, Philippe de Villiers obtient 2,23 % des voix (818 407 suffrages), relativisant un peu plus sa position de « vainqueur du 29 mai 2005 ». Dans son département de la Vendée, qu'il a cité tout au long de sa campagne comme faisant la preuve de ses réussites et comme illustration de son programme, les électeurs le placent en quatrième position, avec 11,28 % des suffrages.
Philippe de Villiers ne donne d'abord aucune consigne de vote pour le second tour, déclarant au soir du 22 avril : « Je ne suis pas propriétaire de mes voix, les Français sont libres ». Le 25 avril, il invite finalement « les Français à faire le choix de la droite et de Nicolas Sarkozy pour barrer la route à la gauche ».

### En retrait de la vie politique active

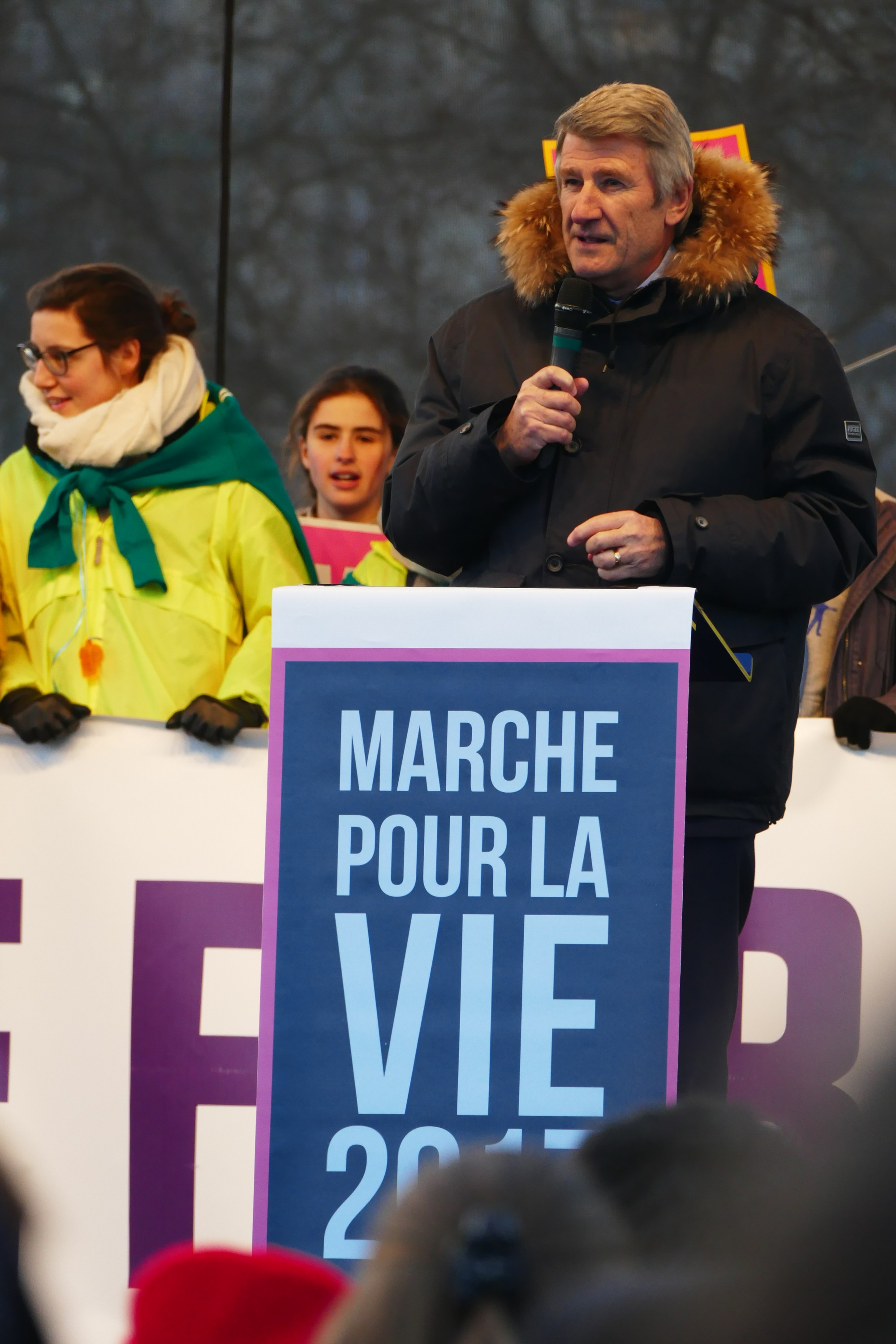
Philippe de Villiers lors de la marche pour la vie de 2017.

Au Parlement européen, il fait partie des élus français les moins présents. Lors de la législature 2004-2009, il est classé 910e sur 921 en termes de travail effectué. Une étude menée par l'Observatoire de l'Europe conteste ce classement, estimant que le travail d'un député européen ne se résume pas à son activité au sein du Parlement. Philippe de Villiers affirme d'ailleurs que beaucoup de députés ne font que « signer la feuille de présence », sans toutefois siéger ensuite.
En déplacement en Arménie en novembre 2008, il est reçu par le président Serge Sarkissian, à qui il fait la promesse de mettre tout en œuvre pour que la France reconnaisse le génocide arménien et s'oppose à l’entrée de la Turquie dans l’Union européenne.
En septembre 2008, Philippe de Villiers et Declan Ganley, fondateur du mouvement politique européen Libertas, annoncent leur souhait commun de « faire des élections européennes un référendum contre le traité de Lisbonne, où, dans chaque pays ». En juin 2009, il parvient à conserver son siège au Parlement européen en dépit de l'échec de la stratégie Libertas, dont il avait confié la direction de la campagne à Jérôme Rivière, ancien député UMP. Il devient vice-président du groupe Europe libertés démocratie, fonction qu'il conserve jusqu'à son départ du Parlement européen, en 2014.
À l'invitation du président Nicolas Sarkozy, Philippe de Villiers et le MPF rejoignent, à l'approche des élections régionales de 2010, le comité de liaison de la majorité présidentielle, qui regroupe les partis alliés de l'UMP,. Selon le secrétaire général du parti, Patrick Louis, il ne s'agit que d'une alliance ponctuelle au niveau local,.
Un mélanome de la choroïde est diagnostiqué à Philippe de Villiers en novembre 2009. Il doit ainsi porter des lunettes noires à partir du début de l'année 2010. Le cancer est ensuite soigné. Affaibli par ses problèmes de santé, il annonce, le 30 septembre 2010, sa démission de la présidence du conseil général de la Vendée et de son mandat de conseiller général à compter du 31 octobre suivant, mais le MPF fait savoir qu'il ne se retire pas de la politique,.
En août 2011, il s'oppose au projet de loi sur l'augmentation de la TVA sur les parcs à thème.
Soutien de La Manif pour tous, il interpelle François Hollande au Parlement européen à propos du mariage homosexuel lors de la visite de celui-ci à Strasbourg le 5 février 2013,.
Il ne se représente pas lors des élections européennes de 2014, déclarant : « Ça ne sert à rien, parce que ce Parlement est une illusion d'optique — tout le pouvoir législatif de toute façon est à la Commission de Bruxelles — et puis parce que j'ai tout dit. J'ai accompli ma mission, j'ai tourné la page et puis je m'occupe du Puy du Fou. C'est beaucoup plus intéressant que la politique, qui est devenue un cloaque ». Le MPF est dissous en 2018.

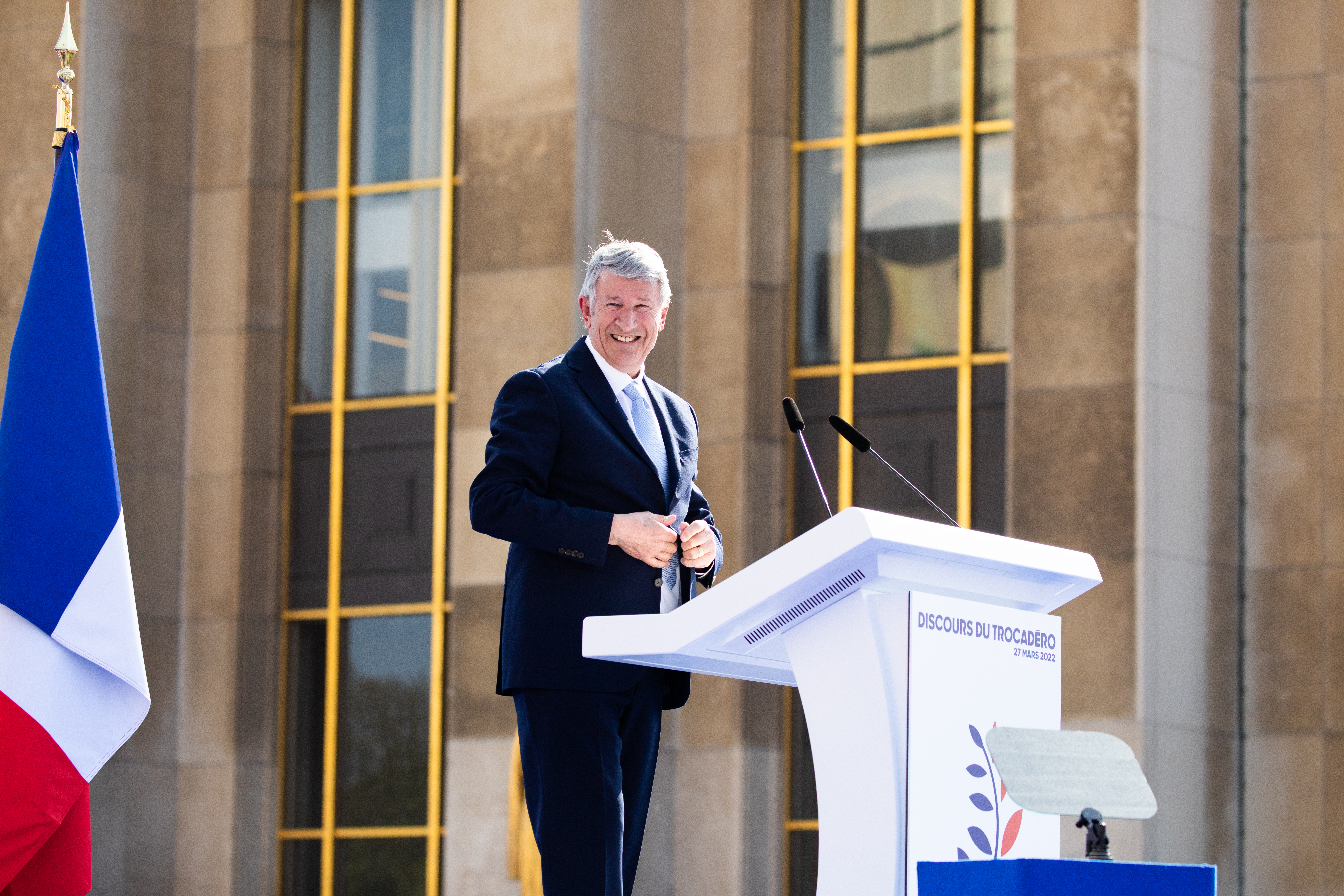
Philippe de Villiers à la tribune juste avant l'arrivée d'Éric Zemmour lors du meeting du Trocadéro, le 27 mars 2022.

En février 2017, tout en se gardant de prendre position en faveur d'un candidat à élection présidentielle des 23 avril et 7 mai, et en indiquant qu'il ne ferait « plus de politique » et qu'il aurait « troqué les électeurs contre des lecteurs », il semble infléchir sa position jusque-là réticente à l'égard de Marine Le Pen, en estimant qu’« elle a une carrure présidentielle » et que « sa main ne tremblera pas lorsqu’il faudra prendre des décisions douloureuses ». Ce radoucissement de sa position à l'égard de la candidate frontiste s'ajoute à une proximité publiquement observée avec la députée Marion Maréchal depuis décembre 2015,. Ariane Chemin et Olivier Faye, journalistes au Monde, relèvent qu'il fréquente Marine Le Pen pendant sa campagne présidentielle de 2017 et estiment qu'il « veut aider la présidente du FN à s’installer à l’Elysée ».
Dans le cadre de l'élection présidentielle de 2022, il officialise en décembre 2021 son soutien à Éric Zemmour dans le cadre d'une visite commune en Arménie. Il rejoint son parti politique Reconquête. C’est la première fois depuis sa candidature de 2007 qu'il s’engage publiquement dans une campagne présidentielle.

### Polémiques

Philippe de Villiers lors d'un entretien avec le président russe, Vladimir Poutine, en août 2014.

Le 14 août 2014, il s'entretient avec Vladimir Poutine près de Yalta en Crimée pour signer un accord sur le projet de création de deux parcs inspirés du Puy du Fou à Moscou et en Crimée. Il déclare que Poutine « se comporte comme un vrai chef d’État, patriote, cherchant à restaurer les valeurs politiques, culturelles et morales de la grande Russie. Le fait que Poutine ait souhaité implanter en Russie des parcs sur le modèle du Puy du Fou plutôt que des parcs d’attractions sur le modèle américain témoigne, lui aussi, de son attachement à l’âme de son pays. Il est l’homme qui fait sortir la Russie de l’ère communiste et qui lui rend sa grandeur. Pendant qu’en Europe il s’ouvre un McDonald's par jour, il se construit une église orthodoxe par jour en Russie. Poutine est assurément le plus grand chef d’État actuel ».

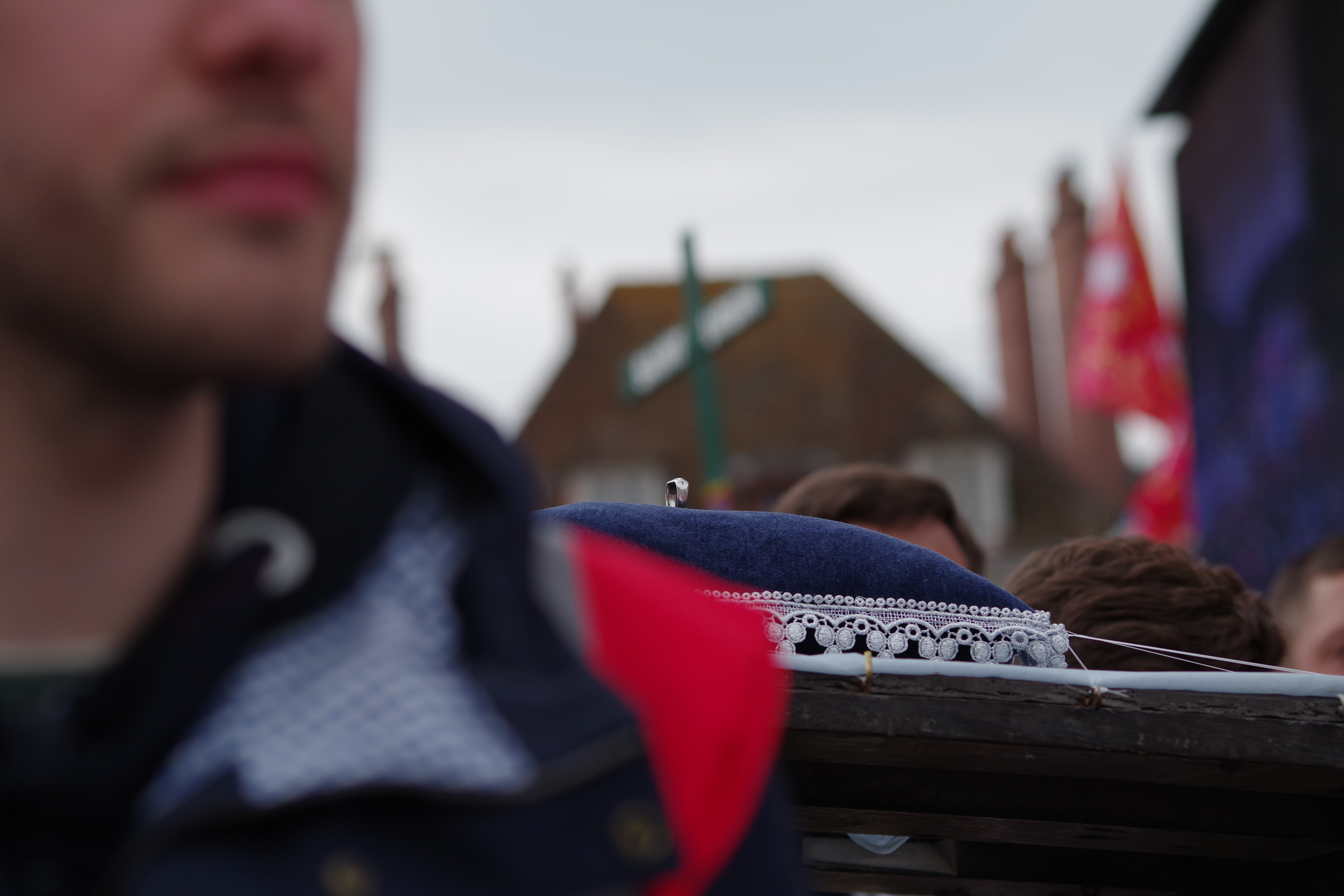
L'anneau du Puy du Fou, porté lors d'une procession du pèlerinage de Chrétienté, en 2016.

En 2016, il déclare n'avoir « absolument aucune envie de redescendre dans l'arène », estimant avoir « fait passer beaucoup plus d'idées » par ses livres et le Puy du Fou « qu'en restant la énième écrevisse de la bassine ». Son livre Le moment est venu de dire ce que j'ai vu est parmi les meilleures ventes de l'année 2015 — plus de 200 000 exemplaires vendus en 2016 — et le parc du Puy du Fou une première fois récompensé en 2012 accumule les récompenses en 2014, 2015 et 2016 .
Philippe de Villiers récolte des fonds qui lui permettent d'acheter aux enchères, le 26 février 2016, pour un montant de 377 000 euros, un anneau présenté comme un bien de Jeanne d'Arc, avec l'intention de l'exposer dans une chapelle reliquaire, au Puy du Fou. Plusieurs historiens médiévistes formulent des doutes sur l'authenticité de l'objet,. L’Arts Council England (Conseil des Arts britanniques) signale que l'acheteur n'a pas sollicité l'autorisation d'exportation requise. Après que Philippe de Villiers en ait appelé à la reine d'Angleterre, début mai 2016, cette licence d'exportation est accordée du fait de l'absence de preuve de son authenticité.
En octobre 2016, alors que Philippe de Villiers fait dans les médias la promotion de son livre Les Cloches sonneront-elles encore demain ?, il affirme qu'il a écrit ce livre « parce qu’il y a des gens dans l’appareil d’État et les services de renseignement qui n’en peuvent plus de ne pas être écoutés » et que « Selon les services de renseignement, la classe politique se prépare, en tous cas, une partie d’entre elle, à signer le jour venu un nouvel édit de Nantes, au terme duquel il y aura une grande concession du territoire national où il y aura des bouts de France qui seront soumis à la charia ».[réf. nécessaire] Dans le même temps, il prend parti en faveur de la remigration.
Il confie en 2018 avoir « plus d'influence aujourd'hui sur la vie politique française que lorsqu’[il] étai[t] en pleine activité ».
En 2019, il publie J'ai tiré sur le fil du mensonge et tout est venu, un ouvrage à charge contre la construction européenne telle que voulue dans une optique transatlantique par trois de ses pères fondateurs, mais qui sera largement considéré comme complotiste et partiellement plagiant d'autres auteurs.
Il fait l'objet de critiques pour ses propos complotistes ou autre contre-vérités,,. Lors de la crise liée à la pandémie de Covid-19 en France, Philippe de Villiers émet de nombreuses critiques vis-à-vis du gouvernement, s'opposant notamment à la mise en place du passe sanitaire. Il estime dans son ouvrage Le Jour d'après que la pandémie a été planifiée par des élites pour créer une « humanité nouvelle, sous l'empire de l'intelligence artificielle » (reprenant la théorie complotiste de la « grande réinitialisation », popularisée par le documentaire Hold-up). L'Express estime dès lors que de Villiers est « le plus influent conspirationniste français » ; Rudy Reichstadt considère que ses récents ouvrages Le moment est venu de dire ce que j'ai vu, J'ai tiré sur le fil du mensonge et tout est venu et Le Jour d'après le placent dans le rôle de « celui qui a découvert, en effet, des secrets terribles et inavouables, et qui se serait donné pour mission de révéler au grand public ce que soi-disant on lui cache ». En décembre 2021, il affirme que les vaccins ne sont pas efficaces sur la base d'une interprétation erronée des chiffres de mortalité.
En 2019, Philippe de Villiers poursuit en diffamation le mensuel satirique vendéen Le Sans-culotte après la publication d’un article faisant état de la sortie d’un livre-enquête intitulé « Puy du Fou : la grande trahison ». La cour d'appel le déboute, estimant qu’il n’y a pas lieu de prendre en compte le caractère diffamatoire de l'article.
Le 21 juillet 2023, après l'annonce de la nomination de Gabriel Attal au ministère de l'Education nationale, il poste un tweet présentant cet événement comme « la catastrophe de l'été » où il qualifie le nouveau ministre de « militant » de la cause LGBT+, « partisan de la rééducation nationale », propos jugés homophobes, notamment par une partie de la classe politique.
Le 10 septembre 2023, son avocat Gilles-William Goldnadel affirme que Philippe de Villiers va porter plainte contre France 2 notamment pour négation de ce qu'il nomme le « génocide » vendéen. La plainte en diffamation déposée auprès du tribunal judiciaire de Paris vise aussi les propos tenus dans l’émission télévisuelle sur de prétendus stratagèmes d’enrichissement personnel grâce aux millions de chiffre d’affaires du Puy du Fou, alors même que ce parc d’attraction « se présente et est reconnu comme une œuvre non mercantile », comme le souligne l’avocat de Philippe de Villiers.

## Détail des mandats et fonctions

### Au gouvernement
- 20 mars 1986 – 25 juin 1987 : secrétaire d'État auprès du ministre de la Culture et de la Communication, au sein du second gouvernement Chirac.

### À l’Assemblée nationale
- 2 juillet 1987 – 14 mai 1988 : député UDF, élu dans le département de la Vendée.
- 23 juin 1988 – 1er avril 1993 : député UDF, élu dans la 4e circonscription de la Vendée.
- 2 avril 1993 – 24 octobre 1994 : député UDF, élu dans la 4e circonscription de la Vendée.
- 12 juin 1997 – 18 juin 2002 : député non-inscrit, élu dans la 4e circonscription de la Vendée.
- 9 juin 2002 – 19 juillet 2004 : député non-inscrit, élu dans la 4e circonscription de la Vendée (démissionnaire pour cumul de mandats).

### Au Parlement européen
- 19 juillet 1994 – 15 juin 1997 : député européen (démissionnaire).
- 20 juillet – 16 décembre 1999 : député européen (démissionnaire), vice-président du groupe Union pour l'Europe des nations.
- 20 juillet 2004 – 30 juin 2014 : député européen, élu dans la circonscription Ouest.
- 14 juillet 2009 – 30 juin 2014 : vice-président du groupe Europe libertés démocratie[96].

### Au niveau local
- 6 juillet 1987 – 31 octobre 2010 : conseiller général de la Vendée, élu dans le canton de Montaigu.
- 3 octobre 1988 – 31 octobre 2010 : président du conseil général de la Vendée.

## Synthèse des résultats électoraux

### Élections présidentielles
| Année | Parti   | Parti | Premier tour | Premier tour | Premier tour |
| Année | Parti   | Parti | Voix         | %            | Rang         |
| ----- | ------- | ----- | ------------ | ------------ | ------------ |
| 1995  |         | MPF   | 1 443 186    | 4,74         | 7e           |
| 2007  | 818 407 | MPF   | 2,23         | 6e           |              |

### Élections législatives
| Année | Parti  | Parti | Circonscription | 1er tour | 1er tour | 1er tour | 2d tour | 2d tour | 2d tour |
| Année | Parti  | Parti | Circonscription | Voix     | %        | Rang     | Voix    | %       | Issue   |
| ----- | ------ | ----- | --------------- | -------- | -------- | -------- | ------- | ------- | ------- |
| 1988  |        | UDF   | 4e de la Vendée | 38 853   | 74,57    | 1er      |         |         | Élu     |
| 1993  | 37 473 | UDF   | 4e de la Vendée | 65,99    |          |          |         |         | Élu     |
| 1997  |        | MPF   | 4e de la Vendée | 26 560   | 47,44    | 1er      | 36 931  | 68,35   | Élu     |
| 2002  | 38 113 | MPF   | 4e de la Vendée | 67,15    |          |          |         |         | Élu     |

### Élections européennes
Les résultats ci-dessous concernent uniquement les élections où il est tête de liste.
| Année | Parti                 | Parti           | Circonscription | Voix      | %     | Rang   | Sièges  |
| ----- | --------------------- | --------------- | --------------- | --------- | ----- | ------ | ------- |
| 1994  |                       | UDF diss. - MPF | France          | 2 404 105 | 12,34 | 3e     | 13 / 87 |
| 2004  | MPF                   | Ouest           | 315 481         | 12,36     | 3e    | 1 / 10 |         |
| 2009  | MPF - CPNT - Libertas | Ouest           | 257 437         | 10,27     | 4e    | 1 / 9  |         |

## Radio et télévision
Depuis septembre 2023, il est sur CNews tous les vendredis à 19 h dans une émission intitulée Face à Philippe de Villiers avec Geoffroy Lejeune et Éliot Deval et depuis janvier 2024, cette émission est diffusée le lendemain, tous les samedis à 10 h sur Europe 1.

## Publications

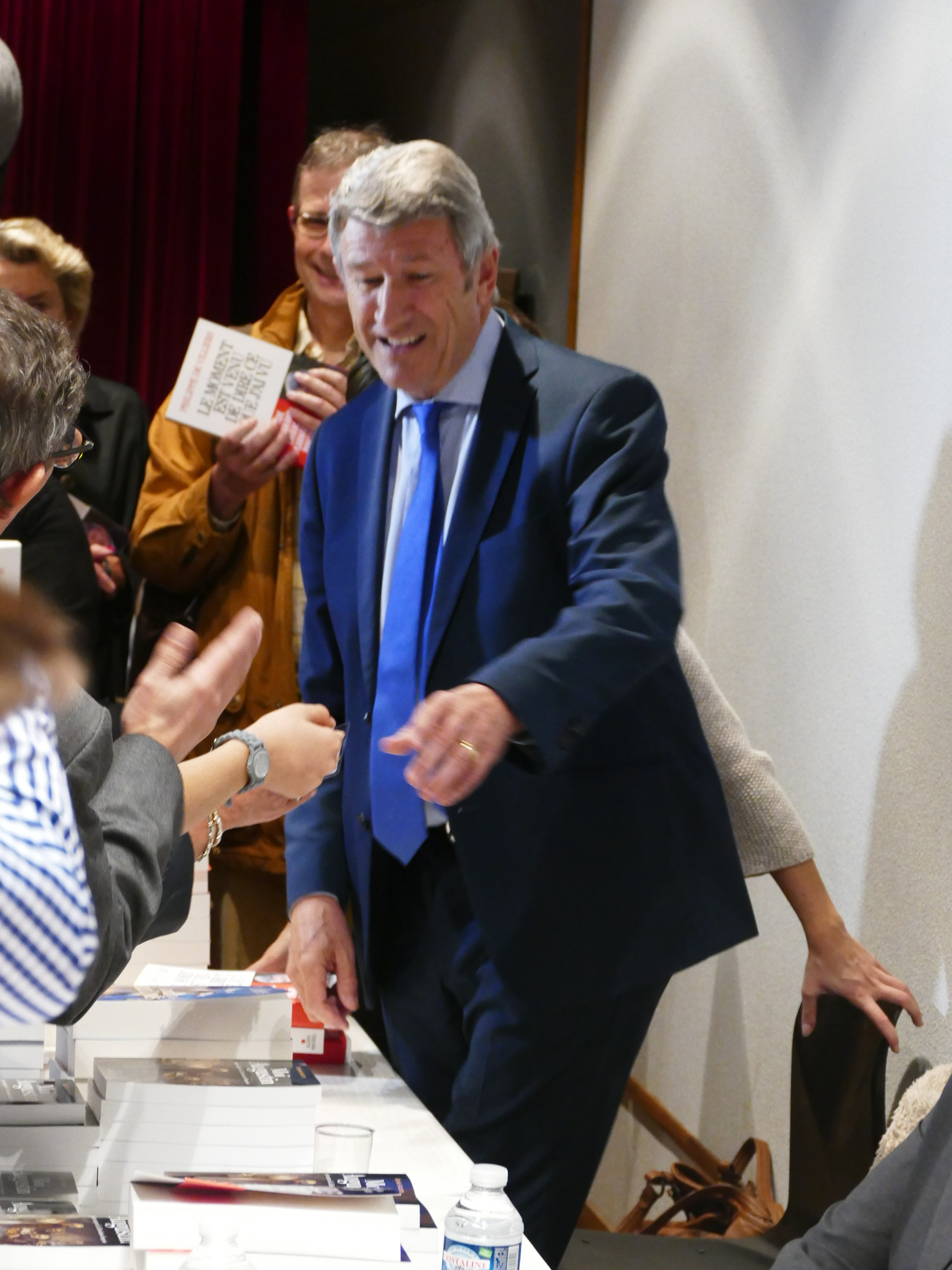
Philippe de Villiers lors d'une séance de dédicaces, en 2015.

- Lettre ouverte aux coupeurs de tête et aux menteurs du Bicentenaire, Éditions Albin Michel, coll. « Lettre ouverte », 1989, 139 p., 21 cm (ISBN 978-2-226-03768-8)Essai à l'occasion du Bicentenaire de la Révolution où il critique les commémorations et souhaite la reconnaissance du génocide vendéen[99].
- La Chienne qui miaule, Albin Michel, 1990, 219 p., 23 cm (ISBN 978-2-226-04131-9, BNF 36641334, présentation en ligne).
- Le Choix de la vie : Livre blanc pour une politique de la famille, Vendée éd., 1992, 132 p., 30 cm (BNF 35519952) — en appendice : choix de textes et documents.
- Pour l'Europe contre Maastricht : Livre blanc sur le projet de Traité de Maastricht et sur l'avenir de l'Europe, Vendée éd., 1992, 202 p., 30 cm (BNF 35519954) — en appendice : choix de textes et documents.
- Rendre l'école à la nation : Livre blanc sur l'Éducation nationale en France, Combat pour les valeurs, 1992, 154 p., 30 cm (BNF 35501712) — en appendice : choix de documents.
- Les Mesures d'urgence visant à rétablir l'indépendance de la justice dans les cas de corruption politique : Livre blanc sur la justice, La Lettre de Philippe de Villiers, 1992, 122 p., 30 cm (BNF 36685303, présentation en ligne) — en appendice : choix de documents.
- Notre Europe sans Maastricht, Éditions Albin Michel, 1992, 156 p., 23 cm (ISBN 978-2-226-06135-5).
- Avant qu'il ne soit trop tard, Éditions Albin Michel, 1993, 244 p., 23 cm (ISBN 978-2-226-06159-1, BNF 35558907).
- La Société de connivence : ou Comment faire avaler des serpents à sonnette, Éditions Albin Michel, 1994, 181 p., 23 cm (ISBN 978-2-226-06918-4, BNF 35713486).
- Dictionnaire du politiquement correct à la française, Éditions Albin Michel, 1996, 201 p., 23 cm (ISBN 978-2-226-08555-9, BNF 37063318, présentation en ligne).
- Avec Michel Chamard, L'Aventure du Puy du Fou : Entretiens avec Michel Chamard, Éditions Albin Michel, 1998 (1re éd. 1997), 183 p., 20 cm (ISBN 978-2-226-10440-3, BNF 37025640).Réédition 2001 (BNF 37224209) (ISBN 978-2-226-12592-7), 2005 (BNF 39969890) (ISBN 978-2-226-15866-6).
Réédition revue et augmentée : Philippe de Villiers et Michel Chamard, Le Puy du Fou : Un rêve d'enfant : Entretiens avec Michel Chamard, Paris, Éditions Albin Michel, 2010, 200 p., 21 cm (ISBN 978-2-226-20620-6, BNF 42201632, présentation en ligne).
Première édition : Philippe de Villiers et Michel Chamard, La saga du Puy-du-Fou : Entretiens avec Michel Chamard, Albin Michel, 1997, 179 p., 20 cm (ISBN 978-2-226-09363-9, BNF 36181702).
- La Machination d'Amsterdam, Éditions Albin Michel, 1998, 192 p., 23 cm (ISBN 978-2-226-10537-0, BNF 36711904, présentation en ligne)Plaidoyer critique contre le traité d'Amsterdam[100],[101].
- Avec Georges Berthu, L'Europe autrement : Un projet pour l'Europe des nations, Éditions François-Xavier de Guibert, 1999, 185 p., 21 cm (ISBN 978-2-86839-598-6, BNF 37042567, présentation en ligne).
- Vous avez aimé les farines animales, vous adorerez l'euro, Éditions Albin Michel, 2001, 164 p., 23 cm (ISBN 978-2-226-12806-5, BNF 38807731, présentation en ligne).
- La 51e étoile du drapeau américain, Éditions Albin Michel, 2003, 182 p., 23 cm (ISBN 978-2-226-14211-5, BNF 39091778, présentation en ligne).
- Quand les abeilles meurent, les jours de l'homme sont comptés : Un scandale d'État, Éditions Albin Michel, 2004, 165 p., 23 cm (ISBN 978-2-226-14210-8, BNF 39124731, présentation en ligne).
- Les Turqueries du grand mamamouchi, Éditions Albin Michel, 2004, 203 p., 23 cm (ISBN 978-2-226-15702-7, BNF 39298005, présentation en ligne) — la couverture porte en plus : Adressé à Jacques Chirac ; en appendice : choix de documents.
- Les Mosquées de Roissy, Éditions Albin Michel, 2006, 232-[33], 23 cm (ISBN 978-2-226-17264-8, BNF 40149733, présentation en ligne) — la couverture porte en plus : Nouvelles révélations sur l'islamisme en France ; en appendice : choix de documents.
- Une France qui gagne, Monaco/Paris, Éditions du Rocher, 2007, 184 p., 22 cm (ISBN 978-2-268-06148-1, BNF 40969782, présentation en ligne).
- Les Secrets du Puy du Fou, Paris, Éditions Albin Michel, 2012, 168-[16], 23 cm (ISBN 978-2-226-24017-0, BNF 42663862, présentation en ligne).
- Le Roman de Charette, Paris, Éditions Albin Michel, 2012, 474 p., 22 cm (ISBN 978-2-226-24421-5, BNF 42767355, présentation en ligne).
- Le Roman de Saint Louis, Paris, Éditions Albin Michel, 2013, 520 p., 22 cm (ISBN 978-2-226-24977-7, BNF 43701758, présentation en ligne).
- Le Roman de Jeanne d'Arc, Paris, Éditions Albin Michel, 2014, 450 p., 22 cm (ISBN 978-2-226-31234-1).
- Le moment est venu de dire ce que j'ai vu, Paris, Éditions Albin Michel, 2015, 350 p., 24 cm (ISBN 978-2-226-31906-7).
- Les cloches sonneront-elles encore demain ?, Paris, Éditions Albin Michel, 2016, 312 p. (ISBN 978-2-226-39378-4).
- Le Puy du Fou : un rêve d'enfance, Éditions du Rocher, 2017, 308 p. (ISBN 978-2-268-09934-7)
- Le Mystère Clovis, Éditions Albin Michel, 2018.
- J'ai tiré sur le fil du mensonge et tout est venu, Fayard, 2019.
- Les Gaulois réfractaires demandent des comptes au Nouveau Monde, Fayard, 2020.
- Le Jour d'après, Éditions Albin Michel, 2021.
- La Valse de l'adieu, Plon, 2022.
- Le Roman du Roi Soleil, Paris, Éditions Litos, 2024, 480 p., Poche (ISBN 978-2-38506-105-0)[102].
- Mémoricide, Paris, Fayard, 2024, 384 p. (ISBN 978-2213731087).

## Prix
- Grammy Hall of Fame Award 2017, pour le Puy du Fou[103].
- Prix Combourg-Chateaubriand 2018, pour Le Puy du Fou : un rêve d'enfance[104].
- Trophée de la Biographie Gonzague Saint-Bris 2018, pour Le Mystère Clovis[105].